# Historieta bélica

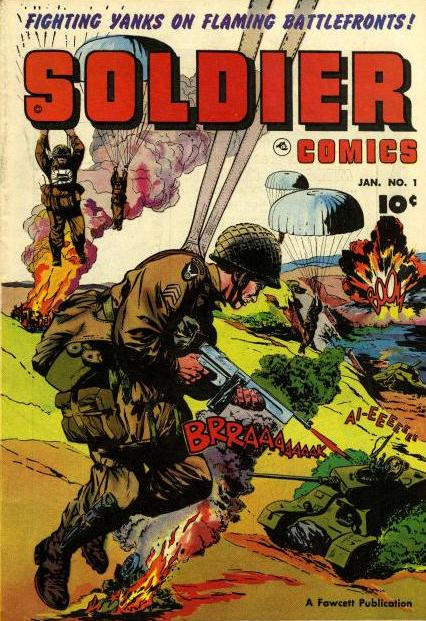
Portada de un comic book de los años 50.

La historieta o cómic bélico constituye uno de los genes grandes de los productores géneros de acción en los que puede dividirse la producción historietística. 

## Características

### Temáticas
- Suele presentar situaciones de riesgo, normalmente en escenarios de guerra;
- Sus protagonistas suelen ser militares, pero abundan también los periodistas, como Ernie Pike o Frank Cappa.[1]
- Puede tener una intención propagandística.

### Formales
- Extensión variable.
- Alta demanda de documentación.[2]

## Historia

### Inicios
A principios de los años 30 aparecieron en Japón historietas bélicas como Norakuro (1931-41) de Suihou Tagawa.
En Estados Unidos, Quality Comics lanzó, por su parte, el comic book Military Comics, cuyo personaje más importante era Blackhawk, mientras series de superhéroes como Capitán América y La Mujer Maravilla, todas de 1941, se dejaron imbuir del espíritu de la Segunda Guerra Mundial, presentando nombres o uniformes relacionados con sus símbolos nacionales, además de enfrentarse a los enemigos del país. Esto les permitió lograr un gran éxito comercial, pero también causaría el cierre de la mayoría de sus títulos al finalizar la guerra. 

### Tras la Segunda Guerra Mundial

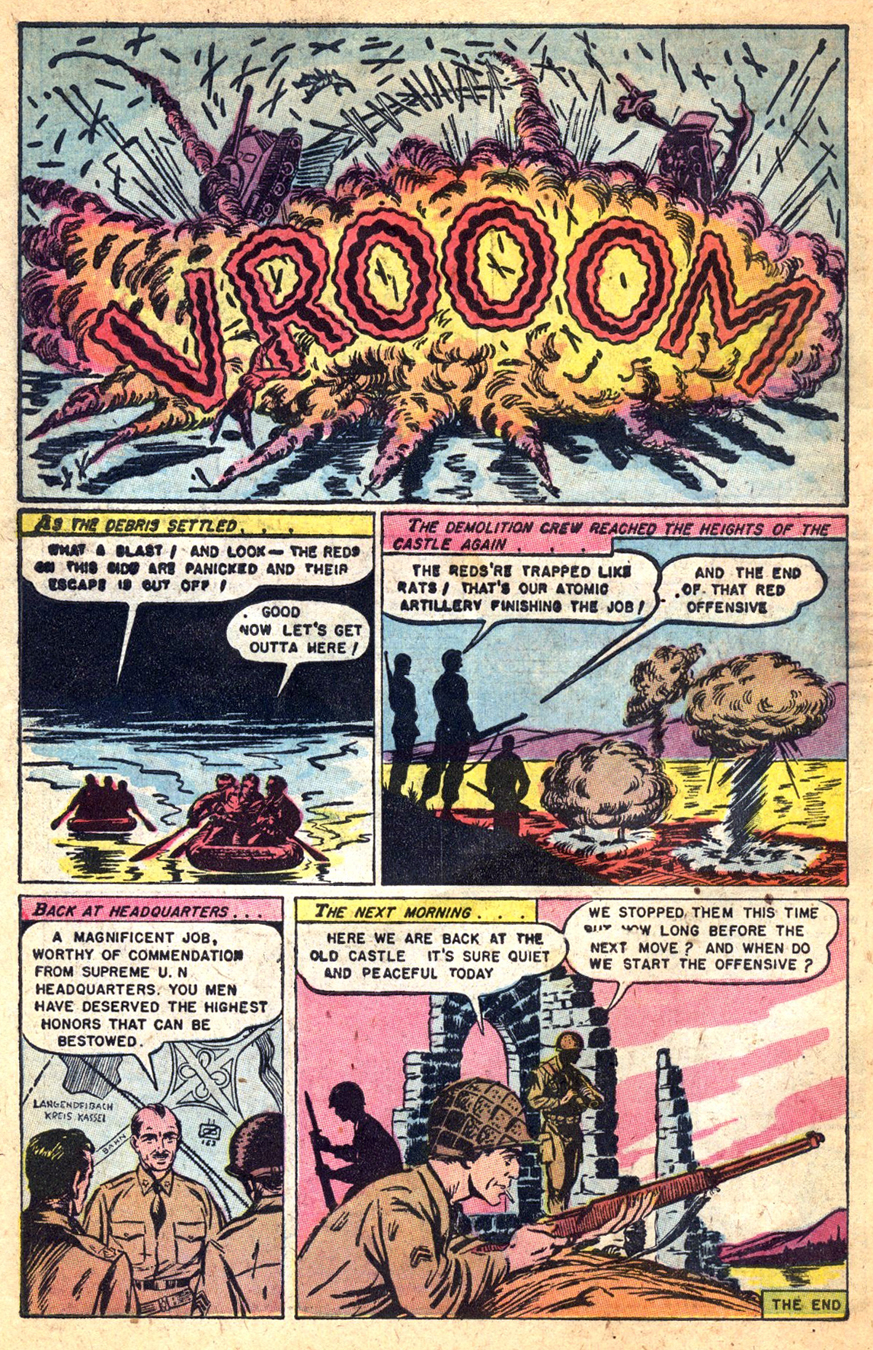
Atomic War! (1952).

Con un marcado carácter moral, típico de las historietas de la época, las Hazañas bélicas (1948) del español Boixcar son una serie de historias ambientadas mayormente en la Segunda Guerra Mundial con un estilo simplista en lo relativo a los personajes, pero extremadamente detallistas en la ambientación y documentación. 
Con el estallido de la guerra de Corea (1950-1953), tuvo lugar una ola de comic books bélicos en Estados Unidos, de la que dan fe Fightin' Marines (1951) de St. John Publications; G.I. Combat (1952) de Quality Comics; Our Army at War (1952), Star Spangled War Stories (1952), Our Fighting Forces (1954) y All-American Men of War (1956) de DC Comics, y Fightin' Army (1956) de Charlton Comics. Frontline Combat (1951) y Two-Fisted Tales (1950) de EC Comics mostraban con frecuencia historias agotadoras y nada heroicas nada en sintonía con lo que se esperaba en aquellos tiempos. 
Ernie Pike (1957), de Héctor Germán Oesterheld se centra en relatar historias trágicas de los soldados, generalmente malentendidos o desencuentros que acaban mal: personajes que pierden la razón, que matan a sus amigos por error o por creer erróneamente haber sido traicionados, que buscan ser asesinados de una forma para evitar morir de otra más horrible, o que deben rematar a amigos mortalmente heridos, etc. Oesterheld utiliza la historieta bélica para reflejar su rechazo por la guerra.

### Años sesenta
A finales de los años cincuenta, debutaron héroes arquetípicos como Johnny Comando y Gorila de Eugenio Sotillos/Alan Doyer en España y el Sgto. Rock y la Compañía Easy en Estados Unidos. 
Progresivamente, y a pesar de la participación de Estados Unidos en la guerra de Vietnam, la temática bélica empezó a perder peso en sus cómics frente a la ciencia ficción o el terror, destacando personajes como Tanque Embrujado (1961), G.I. Robot (1962), Sgt. Fury and his Howling Commandos (1963), As Enemigo (1965), el Soldado Desconocido (1966) o Los Perdedores (1969), además de  publicaciones antológicas como Weird War Tales (1971-1983). Blazing Combat (1965) de Warren Publishing evitó el escapismo, pero tuvo una breve vida.
En Gran Bretaña, D. C. Thomson & Co. lanzaba Commando War Stories in Pictures (1961), que todavía se sigue publicando.

### Tardi y otros

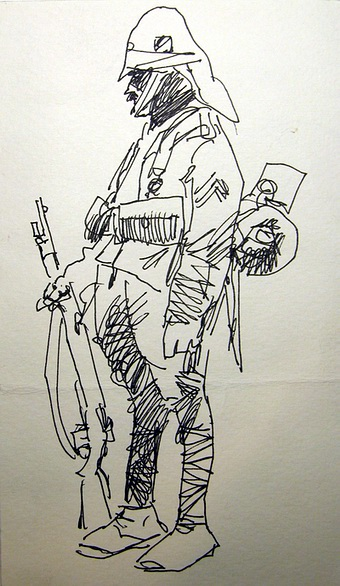
Dibujo de Sergio Toppi para un admirador.

El francés Jacques Tardi iniciaba su serie de potentes historietas antimilitaristas ambientadas en la I Guerra Mundial con Adiós Brindavoine (Adieu Brindavoine, 1974). En Gran Bretaña, las compañías D.C. Thomson e IPC Magazines competían con Warlord (1974) y Battle Picture Weekly (1975).
En 1979, tras la muerte de Francisco Franco, comenzó a reflejarse la guerra civil española desde la perspectiva de los perdedores. Antonio Hernández Palacios inició así un ambicioso proyecto sobre los inicios de la guerra civil española en Madrid para la colección Imágenes de la Historia de la editorial Ikusager con el álbum Eloy, uno entre muchos, mientras Montesol/Roger realizaban su serie sobre Emili para la revista El Víbora. En palabras de la teórica Francisca Lladó, en ambas series vemos "una elección arbitraria de un personaje comprometido con una ideología y como tal padecerá las consecuencias del propio momento histórico". Más pegado a la actualidad, el reportero Frank Cappa (1981) de Manfred Sommer da fe de conflictos como la Revolución Sandinista.
En Estados Unidos, mientras tanto, se creaban los militares sobrehumanos de Comando Monster (1980) y tenía un gran éxito la serie G.I. Joe: A Real American Hero (1982) de Larry Hama, pero mediada la década, se empezó a tratar la Guerra del Vietnam con más crudeza en The 'Nam (1986) de Doug Murray y Vietnam Journal (1987) de Don Lomax, coincidiendo así con películas como Platoon (1986) y Full Metal Jacket (1987).
Tardi publicó otra de sus obras maestras: Así fue la guerra de trincheras (C'était la guerre des tranchées, 1993).

### Últimos años
Joe Sacco realiza crónicas periodísticas del conflicto israelí-palestino o la guerra de Bosnia en Palestina (1996), Gorazde: Zona protegida (2000), El Mediador (2003) o Notas al pie de Gaza (2009).
No será hasta el nuevo siglo que el cómic español se lance a rememorar ampliamente la Guerra Civil y sus consecuencias, con obras como 36-39 Malos tiempos (2007-2008), Las serpientes ciegas (2008), El arte de volar (2009), El ángel de la retirada (2010), Nuevas Hazañas Bélicas (2011-2012), Un médico novato (2013) y Los surcos del azar (2013). Jaime Martín se abre a otros conflictos, con Las guerras silenciosas (2014), ambientada en la Guerra de Ifni.